# Marquesat de Foix

Escut municipal de Torrelles de Foix, Barcelona, amb la corona marquesal, fent referència al present marquesat

El marquesat de Foix és un títol nobiliari espanyol creat per l'arxiduc Carles d'Àustria el 3 de gener de 1711 a favor de Guerau de Peguera i de Berardo, senyor de Foix i de Torrelles de Foix, capità de la Coronela de Barcelona. Era fidel servidor de l'arxiduc Carles d'Àustria, motiu pel qual se li atorgà el marquesat.
La denominació del títol fa referència al senyoriu de Torrelles de Foix, títol que ostentava el primer marquès. Torrelles de Foix és un municipi de l'Alt Penedès, a la província de Barcelona. D'aquí eren senyors el llinatge de Peguera des que l'avantpassat de Guerau, Guillem de Peguera i de Montbui, es casà amb la pubilla Maria Graida de Cruïlles i de Vilafranca, senyora de Foix i de la quadra de Torrelles de Foix.

## Llista de marquesos de Foix
|                                              | Titular                                      | Període                                      |
| Creat el 1711 per l'arxiduc Carles d'Àustria | Creat el 1711 per l'arxiduc Carles d'Àustria | Creat el 1711 per l'arxiduc Carles d'Àustria |
| -------------------------------------------- | -------------------------------------------- | -------------------------------------------- |
| I                                            | Guerau de Peguera i de Berardo               | 1711-1716                                    |
| II                                           | Josep Francesc de Peguera i d'Aimeric        | 1716-1746                                    |